# Judy Walsh
Judy Walsh (* 1930 in den USA; † 23. Dezember 2006 in Honolulu) war eine US-amerikanische Schauspielerin. Sie war in den 1950er Jahren aktiv. 

## Leben und Karriere
Judy Walsh wurde im Jahre 1930 geboren und hatte ihren nachweislich ersten Auftritt im 1951 veröffentlichten Drama Take Care of My Little Girl unter der Regie von Jean Negulesco. In einer erneut nur kleinen und unwesentlichen Rolle war sie daraufhin im Jahre 1952 in Aladdin und seine Lampe von Regisseur Lew Landers zu sehen und hatte im gleichen Jahr weitere Filmauftritte in An der Spitze der Apachen von Stuart Gilmore (unter der Mithilfe des nicht aufscheinenden Edward Ludwig) und Hiawatha unter der Regie von Kurt Neumann. Im Film-noir-Krimi Mörder ohne Maske mit Stars wie Robert Mitchum, Linda Darnell oder Jack Palance aus dem Jahre 1953 hatte sie bereits eine Nebenrolle inne und trat dabei in der Rolle der Braut Maria in Erscheinung, wobei den Bräutigam Fernando Maurice Jara mimte. Ebenfalls im Jahre 1953 wurde der Sci-Fi-Film Cat-Women of the Moon von Regisseur Arthur Hilton veröffentlicht; darin stellte sie eine der sogenannten Cat-Women da. Im folgenden Jahr spielte sie in einer Episode der von NBC produzierten Anthologie-Serie Fireside Theatre mit; die Regie führte der Deutsche Frank Wisbar. In der 14. Verfilmung von Jungle Jim, dem Film Cannibal Attack mit Johnny Weissmüller in der Hauptrolle, mimte sie die weibliche Hauptrolle Luora. Bei ihren wenigen Filmauftritten schlüpfte sie des Öfteren in Rollen von Ureinwohnern. Nach 1954 trat sie nicht mehr als Schauspielerin in Erscheinung. 
Walsh starb am 23. Dezember 2006 in Honolulu.

## Filmografie
- 1951: Take Care of My Little Girl
- 1952: Aladdin und seine Lampe (Aladdin an His Lamp)
- 1952: An der Spitze der Apachen (The Half-Breed)
- 1952: Hiawatha
- 1953: Mörder ohne Maske (Second Chance)
- 1953: Cat-Women of the Moon
- 1954: Fireside Theatre (Fernsehserie, 1 Episode)
- 1954: Cannibal Attack